# Toni Eggert
Toni Eggert (* 12. Mai 1988 in Suhl) ist ein deutscher Rennrodler und zwischenzeitlicher Trainer. Mit seinem Doppelpartner Sascha Benecken wurde er zehn Mal Weltmeister und gewann sechs Mal den Gesamtweltcup. 2023 erklärte er seinen Rücktritt vom Leistungssport, 2024 kehrte er mit Florian Müller als neuem Partner in den Leistungssport zurück.

## Werdegang
Toni Eggert ist Sportsoldat in der Sportfördergruppe Oberhof und startet für den BRC Ilsenburg. Er betreibt Rennrodeln seit 2000. Mit Marcel Oster trat er seit 2003 im Doppelsitzer an. Beide waren schon als Junioren erfolgreich. Im Doppelsitzer gewannen sie zweimal, 2007 in Cesana Pariol und 2008 in Lake Placid, die Junioren-Weltmeisterschaften. Hinzu kommen ein Titel (2007) und ein zweiter Platz (2008) im Teamwettbewerb. Auch im Junioren-Weltcup erreichten sie große Erfolge. In der Saison 2005/06 erreichten sie den dritten Rang der Gesamtwertung, 2006/07 kamen sie auf den vierten Rang, 2007/08 gewannen sie die Gesamtwertung der Rennserie. In der letzten Junioren-Saison gewannen sie nicht nur die Gesamtwertung, sondern auch alle sechs Saisonrennen und zwei Rennen des Challenge-Cups. 2007 gewann Eggert mit seinem Partner auch den Titel bei den deutschen Juniorenmeisterschaften. Seit der Saison 2008/09 gehören beide dem deutschen B-Kader an und qualifizierten sich für den Start im Rennrodel-Weltcup. Dabei profitierten sie vom verletzungsbedingten Ausfall des Doppels André Florschütz/Torsten Wustlich. Gleich bei ihrem ersten Rennen konnte das Doppel als Achte unter die besten Zehn fahren. Es folgten zwei weitere Rennen mit derselben Platzierung. Für das vierte Rennen wurden Eggert/Oster von ihren direkten Konkurrenten um den Weltcup-Platz, Ronny Pietrasik und Christian Weise ersetzt, die jedoch als 15.-platzierte nicht an die Leistungen der Suhler anknüpfen konnten. Daraufhin starteten sie erneut in Cesana und erreichten als Siebtplatzierte ihr bislang letztes Resultat. Für den Rest der Saison ersetzte sie das nun wieder genesene Duo Florschütz/Wustlich.
2010 wurde Sascha Benecken Eggerts neuer Partner. Am 14. Januar 2012 gelang dem Doppel der erste Weltcup-Sieg in Oberhof. Am 10. Februar 2012 gewannen beide bei den Weltmeisterschaften in Altenberg die Silbermedaille im Doppel sowie zwei Tage später die Goldmedaille in der Team-Staffel. Dafür erhielten beide das Silberne Lorbeerblatt.
Auf der Heimbahn ihn Oberhof gewannen Eggert/Benecken bei der Europameisterschaft 2013 die Titel im Doppel und mit der Team-Staffel. Bei den Weltmeisterschaften 2013 in Whistler lagen wiederum Wendl/Arlt vor ihnen.
In der Saison 2013/14 haben sie an acht von neun Weltcuprennen teilgenommen und gewannen zwei davon (Innsbruck-Igls & Oberhof), waren viermal Zweite und einmal Dritte. Beim Weltcup in Winterberg stürzten sie auf Platz zwei liegend kurz vor dem Ziel. Saisonhöhepunkt waren die Olympischen Winterspiele 2014 in Sotschi, bei denen sie Platz acht belegten.
In der Saison 2014/15 gewann das Duo mit je vier ersten und zweiten Plätzen erstmals die Gesamtwertung des Weltcups. Bei den Weltmeisterschaften und bei den Europameisterschaften verfehlten Eggert/Benecken mit den Rängen vier und sieben dagegen die Medaillenränge. 
In den Wintern 2016/17, 2017/18, 2018/19 und 2019/20 gewannen sie weitere Male die Gesamt-Weltcupwertung.
Am 13. Februar 2016 wurden Eggert/Benecken in Altenberg erneut Europameister; einen Tag später gewannen sie den Titel auch mit dem Team. Bei den Olympischen Winterspielen 2018 in Pyeongchang gewann er am 14. Februar 2018 mit Benecken die Bronzemedaille. Im Oktober 2018 erlitt Eggert bei einem Trainingsunfall in Oberhof einen Wadenbeinbruch, konnte sechs Wochen später beim Weltcupauftakt aber wieder starten.
Neben dem Gesamtweltcup, konnten sie auch die Weltmeisterschaften 2019 im olympischen Rennen sowie im Sprint gewinnen. Bei den Weltmeisterschaften 2020 auf der russischen Olympiabahn von Sotschi holten Eggert/Benecken Gold im olympischen Rennen sowie in der Teamstaffel.
2020/21 wurden Eggert/Benecken Dritte im Gesamtweltcup. Bei den coronabedingt nach Berchtesgaden/Königssee verlegten Weltmeisterschaften 2021 gewannen die beiden Gold im Hauptrennen, nachdem sie zuvor Bronze im Sprint gewonnen haben.
Am 22. August 2023 erklärte Eggert, zusammen mit Doppelpartner Benecken, auf einer Pressekonferenz seinen Rücktritt vom aktiven Leistungssport. Zur Saison 2023/24 wurde Eggert Trainer beim US-amerikanischen Verband.
Ende Februar 2024 gab Eggert seine Rückkehr in den Leistungssport bekannt. Mit seinem neuen Doppelsitzerpartner Florian Müller gewann er die Bronzemedaille bei den Deutschen Meisterschaften 2024 in Winterberg und gewann beim Saisonauftakt 2024/25 in Lillehammer den ersten Weltcup in neuer Besetzung.

## Privates
Eggert entstammt einer sportbegeisterten Familie. Sein Großvater Walter Eggert nahm als Rennrodler an den Olympischen Winterspielen 1964 teil, der Vater Sven Eggert war 1985 mit René Friedl Rennrodel-Junioren-Europameister im Doppelsitzer. Er ist mit der ehemaligen lettischen Rennrodlerin Elīza Tīruma liiert.

## Auszeichnungen
- 2017, 2021, 2022, 2023: Thüringens Sportler des Jahres (Mannschaft)
- 2012, 2018 und 2022: Silbernes Lorbeerblatt[4]

## Erfolge

### Gesamtweltcup
| Saison  | Platz | Punkte |
| ------- | ----- | ------ |
| 2010/11 | 04.   | 0516   |
| 2011/12 | 03.   | 0630   |
| 2012/13 | 02.   | 0628   |
| 2013/14 | 02.   | 0630   |
| 2014/15 | 01.   | 1071   |
| 2015/16 | 02.   | 0962   |
| 2016/17 | 01.   | 1140   |
| 2017/18 | 01.   | 1170   |
| 2018/19 | 01.   | 1050   |
| 2019/20 | 01.   | 0872   |
| 2020/21 | 03.   | 0830   |
| 2021/22 | 01.   | 0907   |
| 2022/23 | 02.   | 0955   |

### Weltcupsiege
| Nr. | Datum         | Ort                  | Bahn                                              |
| --- | ------------- | -------------------- | ------------------------------------------------- |
| 01. | 14. Jan. 2012 | Oberhof              | Rennrodelbahn Oberhof                             |
| 02. | 12. Jan. 2013 | Oberhof              | Rennrodelbahn Oberhof                             |
| 03. | 24. Nov. 2013 | Innsbruck            | Olympia Eiskanal Igls                             |
| 04. | 11. Jan. 2014 | Oberhof              | Rennrodelbahn Oberhof                             |
| 05. | 29. Nov. 2014 | Innsbruck            | Kunsteisbahn Bob-Rodel Igls                       |
| 06. | 30. Nov. 2014 | Innsbruck (Sprint)   | Kunsteisbahn Bob-Rodel Igls                       |
| 07. | 5. Dez. 2014  | Lake Placid          | Olympia-Bobbahn Lake Placid                       |
| 08. | 12. Dez. 2014 | Calgary              | Bob- und Rennschlittenbahn im Canada Olympic Park |
| 09. | 24. Jan. 2015 | Winterberg           | Bobbahn Winterberg                                |
| 10. | 22. Feb. 2015 | Altenberg (Sprint)   | DKB-Eiskanal                                      |
| 11. | 28. Nov. 2015 | Innsbruck            | Kunsteisbahn Bob-Rodel Igls                       |
| 12. | 4. Dez. 2015  | Lake Placid          | Olympia-Bobbahn Lake Placid                       |
| 13. | 18. Dez. 2015 | Calgary              | Bob- und Rennschlittenbahn im Canada Olympic Park |
| 14. | 13. Feb. 2016 | Altenberg            | DKB-Eiskanal                                      |
| 15. | 21. Feb. 2016 | Winterberg           | Bobbahn Winterberg                                |
| 16. | 26. Nov. 2016 | Winterberg           | Bobbahn Winterberg                                |
| 17. | 27. Nov. 2016 | Winterberg (Sprint)  | Bobbahn Winterberg                                |
| 18. | 2. Dez. 2016  | Lake Placid          | Olympia-Bobbahn Lake Placid                       |
| 19. | 10. Dez. 2016 | Whistler             | Whistler Sliding Centre                           |
| 20. | 17. Dez. 2016 | Park City (Sprint)   | Bobbahn Park City                                 |
| 21. | 14. Jan. 2017 | Sigulda              | Rennrodel- und Bobbahn Sigulda                    |
| 22. | 15. Jan. 2017 | Sigulda (Sprint)     | Rennrodel- und Bobbahn Sigulda                    |
| 23. | 18. Feb. 2017 | Pyeongchang          | Olympic Sliding Centre                            |
| 24. | 25. Feb. 2017 | Altenberg            | DKB-Eiskanal                                      |
| 25. | 18. Nov. 2017 | Innsbruck            | Kunsteisbahn Bob-Rodel Igls                       |
| 26. | 25. Nov. 2017 | Winterberg           | Bobbahn Winterberg                                |
| 27. | 2. Dez. 2017  | Altenberg            | DKB-Eiskanal                                      |
| 28. | 8. Dez. 2017  | Calgary              | Bob- und Rennschlittenbahn im Canada Olympic Park |
| 29. | 15. Dez. 2017 | Lake Placid          | Olympia-Bobbahn Lake Placid                       |
| 30. | 16. Dez. 2017 | Lake Placid (Sprint) | Olympia-Bobbahn Lake Placid                       |
| 31. | 13. Jan. 2018 | Oberhof              | Rennrodelbahn Oberhof                             |
| 32. | 20. Jan. 2018 | Lillehammer          | Bob- und Rennschlittenbahn Hunderfossen           |
| 33. | 27. Jan. 2018 | Sigulda              | Rennrodel- und Bobbahn Sigulda                    |
| 34. | 28. Jan. 2018 | Sigulda (Sprint)     | Rennrodel- und Bobbahn Sigulda                    |
| 35. | 30. Nov. 2018 | Whistler             | Whistler Sliding Centre                           |
| 36. | 15. Dez. 2018 | Lake Placid          | Olympia-Bobbahn Lake Placid                       |
| 37. | 16. Dez. 2018 | Lake Placid (Sprint) | Olympia-Bobbahn Lake Placid                       |
| 38. | 5. Jan. 2019  | Königssee            | Kunsteisbahn Königssee                            |
| 39. | 13. Jan. 2019 | Sigulda              | Rennrodel- und Bobbahn Sigulda                    |
| 40. | 23. Nov. 2019 | Innsbruck            | Kunsteisbahn Bob-Rodel Igls                       |
| 41. | 14. Dez. 2019 | Whistler             | Whistler Sliding Centre                           |
| 42. | 14. Dez. 2019 | Whistler (Sprint)    | Whistler Sliding Centre                           |
| 43. | 29. Feb. 2020 | Königssee            | Kunsteisbahn Königssee                            |
| 44. | 12. Dez. 2020 | Oberhof              | Rennrodelbahn Oberhof                             |
| 45. | 20. Dez. 2020 | Winterberg (Sprint)  | Bobbahn Winterberg                                |
| 46. | 2. Jan. 2021  | Königssee            | Kunsteisbahn Königssee                            |
| 47. | 20. Nov. 2021 | Yanqing              | Yanqing National Sliding Center                   |
| 48. | 19. Dez. 2021 | Innsbruck (Sprint)   | Kunsteisbahn Bob-Rodel Igls                       |
| 49. | 8. Jan. 2022  | Sigulda              | Rennrodel- und Bobbahn Sigulda                    |
| 50. | 15. Jan. 2022 | Oberhof              | Rennrodelbahn Oberhof                             |
| 51. | 22. Jan. 2022 | St. Moritz           | Olympia Bob Run St. Moritz–Celerina               |
| 52. | 10. Dez. 2022 | Whistler             | Whistler Sliding Centre                           |
| 53. | 16. Dez. 2022 | Park City            | Bobbahn Park City                                 |
| 54. | 4. Feb. 2023  | Altenberg            | DKB-Eiskanal                                      |
| 55. | 1. Dez. 2024  | Lillehammer          | Bob- und Rennschlittenbahn Hunderfossen           |

| Nr. | Datum         | Ort         | Bahn                                              |
| --- | ------------- | ----------- | ------------------------------------------------- |
| 01. | 15. Jan. 2012 | Oberhof     | Rennrodelbahn Oberhof                             |
| 02. | 24. Nov. 2013 | Innsbruck   | Kunsteisbahn Bob-Rodel Igls                       |
| 03. | 6. Dez. 2014  | Lake Placid | Olympia-Bobbahn Lake Placid                       |
| 04. | 25. Jan. 2015 | Winterberg  | Bobbahn Winterberg                                |
| 05. | 29. Nov. 2015 | Innsbruck   | Kunsteisbahn Bob-Rodel Igls                       |
| 06. | 14. Feb. 2016 | Altenberg   | DKB-Eiskanal                                      |
| 07. | 19. Feb. 2017 | Pyeongchang | Olympic Sliding Centre                            |
| 08. | 26. Feb. 2017 | Altenberg   | DKB-Eiskanal                                      |
| 09. | 19. Nov. 2017 | Innsbruck   | Kunsteisbahn Bob-Rodel Igls                       |
| 10. | 3. Dez. 2017  | Altenberg   | DKB-Eiskanal                                      |
| 11. | 9. Dez. 2017  | Calgary     | Bob- und Rennschlittenbahn im Canada Olympic Park |
| 12. | 14. Jan. 2018 | Oberhof     | Rennrodelbahn Oberhof                             |
| 13. | 6. Jan. 2019  | Königssee   | Kunsteisbahn Königssee                            |
| 14. | 1. März 2020  | Königssee   | Kunsteisbahn Königssee                            |
| 15. | 29. Nov. 2020 | Innsbruck   | Kunsteisbahn Bob-Rodel Igls                       |
| 16. | 13. Dez. 2020 | Oberhof     | Rennrodelbahn Oberhof                             |
| 17. | 12. Dez. 2021 | Altenberg   | Rennschlitten- und Bobbahn Altenberg              |
| 18. | 16. Jan. 2022 | Oberhof     | Rennrodelbahn Oberhof                             |
| 19. | 10. Dez. 2022 | Whistler    | Whistler Sliding Centre                           |